# Саймон Черч
Саймон Черч (англ. Simon Church, нар. 10 грудня 1988, Амершем) — валлійський футболіст, нападник клубу «Мілтон-Кінс Донс» і національної збірної Уельсу.

## Клубна кар'єра
У дорослому футболі дебютував 2007 року виступами за команду клубу «Редінг», в якій протягом наступних шести років взяв участь у 104 матчах чемпіонату. Також, перебуваючи на контракті з «Редінгом», встиг на умовах оренди пограти за низку інших англійських команд, здебільшого представників нижчих ліг, — «Кру Александра», «Йовіл Таун», «Вікомб Вондерерз», «Лейтон Орієнт» та «Гаддерсфілд Таун».
Влітку 2013 року уклав дворічний контракт з представником англійського Чемпіоншипа «Чарльтон Атлетик». Відпрацювавши контракт, залишив цю команду і на правах вільного агента у червні 2015 року уклав також дворічну угоду з «Мілтон-Кінс Донс», який саме виборов право грати у тому ж Чемпіоншипі.

## Виступи за збірні
Протягом 2007–2009 років залучався до складу молодіжної збірної Уельсу. На молодіжному рівні зіграв у 15 офіційних матчах, забив 8 голів.
29 травня 2009 року дебютував в офіційних матчах у складі національної збірної Уельсу. Наразі провів у формі головної команди країни 33 матчі, забивши 2 голи.